# Stephensia (svamp)
Stephensia är ett släkte av svampar. Stephensia ingår i familjen Pyronemataceae, ordningen skålsvampar, klassen Pezizomycetes, divisionen sporsäcksvampar och riket svampar.